# Joanne (João) Mendes de Vasconcelos
Joanne Mendes de Vasconcelos, (c.1340 - x), foi um Nobre Cavaleiro Português do sec. XIV. Era filho de D. Mem Rodrigues de Vasconcelos, Mestre na Ordem de Santiago e de Constança Anes (por carta régia de 5 de maio 1408).
Casou-se com D. Maria de Goes Rebello, Filha de João Fernandez (Velez) Rebello (Alcaide-mor do Crato) e de sua mulher D. Margarida Gonçalves Tavares (Filha de Martim Gonçalves Tavares, Alcaide-mor de Portalegre e de Assumar).
Filhos:
1. Álvaro Mendes de Vasconcelos, (c.1420 - d.1509)

2. Mem Rodrigues de Vasconcelos

3. Diogo Mendes de Vasconcelos

4. Isabel Mendes de Vasconcelos